# Vézelois
Vézelois é uma comuna francesa na região administrativa de Borgonha-Franco-Condado, no departamento do Território de Belfort. Estende-se por uma área de 9,43 km². Em 2010 a comuna tinha 995 habitantes (densidade: 105,5 hab./km²).